# Barreiros
Barreiros er en kommune i det nordvestlige Spanien i provinsen Lugo. Den har et indbyggertal på 3.030 (2024) indbyggere.